# Чейка (комуна)
Чейка (рум. Ceica) — комуна у повіті Біхор в Румунії. До складу комуни входять такі села (дані про населення за 2002 рік):
- Інчешть (471 особа)
- Бучум (269 осіб)
- Душешть (596 осіб)
- Корбешть (602 особи)
- Котіглет (495 осіб)
- Чейка (977 осіб) — адміністративний центр комуни
- Чейшоара (696 осіб)

Комуна розташована на відстані 406 км на північний захід від Бухареста, 30 км на південний схід від Ораді, 109 км на захід від Клуж-Напоки, 141 км на північний схід від Тімішоари.

## Населення
За даними перепису населення 2002 року у комуні проживали 4106 осіб.
Національний склад населення комуни:
| Національність | Кількість осіб | Відсоток |
| -------------- | -------------- | -------- |
| румуни         | 4071           | 99,1%    |
| угорці         | 18             | 0,4%     |
| цигани         | 17             | 0,4%     |

Рідною мовою назвали:
| Мова      | Кількість осіб | Відсоток |
| --------- | -------------- | -------- |
| румунська | 4073           | 99,2%    |
| циганська | 17             | 0,4%     |
| угорська  | 16             | 0,4%     |

Склад населення комуни за віросповіданням:
| Релігія        | Кількість осіб | Відсоток |
| -------------- | -------------- | -------- |
| православні    | 2840           | 69,2%    |
| п'ятдесятники  | 938            | 22,8%    |
| баптисти       | 292            | 7,1%     |
| реформати      | 15             | 0,4%     |
| греко-католики | 11             | 0,3%     |
| римо-католики  | 8              | 0,2%     |
| не релігійні   | 2              | < 0,1%   |